# Göta Carlsson
Göta Carlsson, född 1 januari 1915 i Köpenhamn, dödsår saknas, var en svensk konstnär.
Hon var dotter till finsnickaren Mikael Losefsky och Sara Aronie samt gift med byggnadsarbetaren H.F. Carlsson; paret separerade 1946. Carlsson studerade konst för Gustav Ambe i Arbetarnas bildningsförbunds konstcirkel samt för konstnären Harald Lindberg. Hon ställde ut i Helsingfors 1937 och medverkade i HSB-utställningen 1951. Separatutställning på Lilla Paviljongen 1952. Hennes konst består av stilleben, figurer och landskap i olja, akvarell eller pastell.